# Leucamp
Leucamp ist eine französische Gemeinde mit 244 Einwohnern (Stand: 1. Januar 2022) im Département Cantal in der Region Auvergne-Rhône-Alpes (vor 2016 Auvergne); sie gehört zum Arrondissement Aurillac und zum Kanton Arpajon-sur-Cère. Die Einwohner werden Leucampois genannt.

## Geographie
Leucamp liegt etwa 17 Kilometer südsüdöstlich von Aurillac. Umgeben wird Leucamp von den Nachbargemeinden Teissières-lès-Bouliès im Norden, Vezels-Roussy im Nordosten und Osten, Murols im Osten und Südosten, Ladinhac im Süden und Westen sowie Prunet im Nordwesten.

## Bevölkerungsentwicklung
| Jahr                       | 1962 | 1968 | 1975 | 1982 | 1990 | 1999 | 2006 | 2011 | 2019 |
| Einwohner                  | 336  | 312  | 292  | 280  | 263  | 237  | 235  | 236  | 237  |
| Quellen: Cassini und INSEE |      |      |      |      |      |      |      |      |      |

## Sehenswürdigkeiten

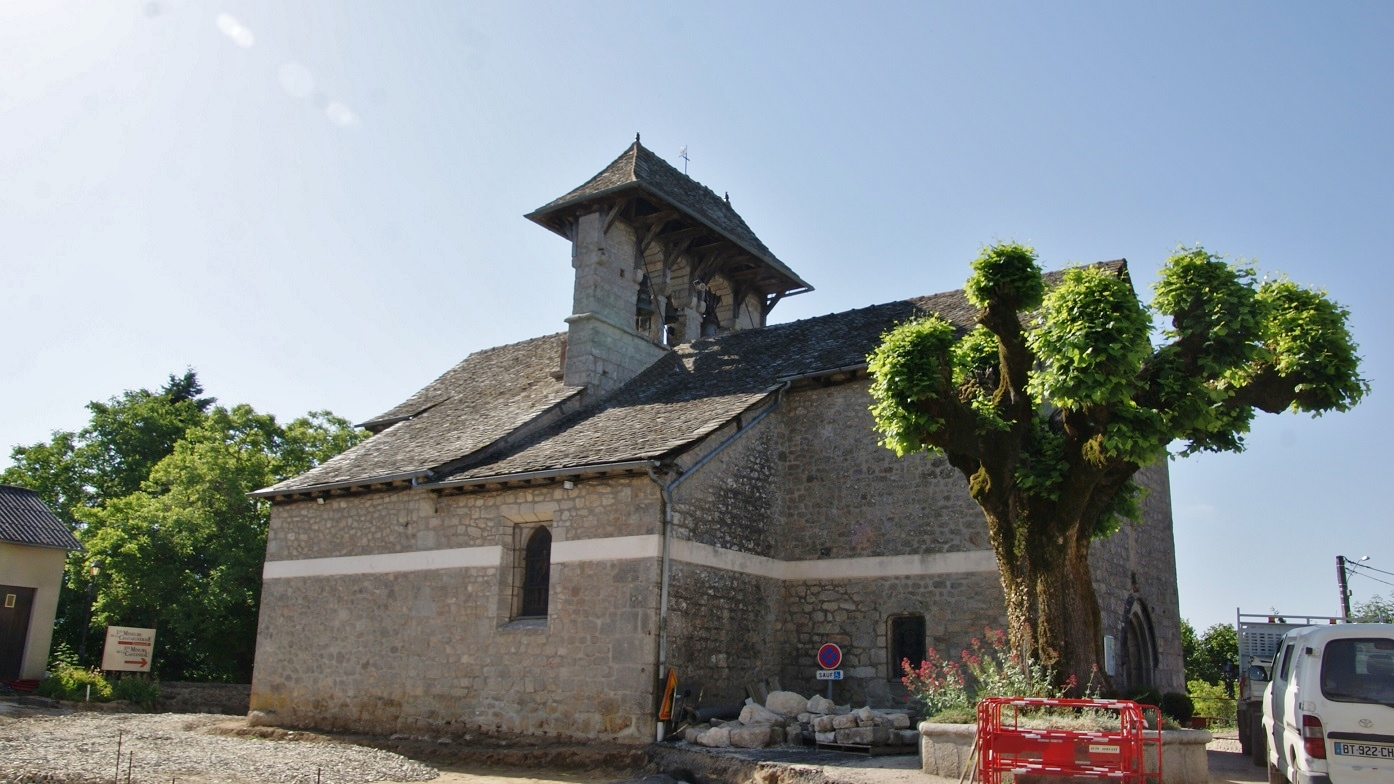
Kirche Saint-Amans
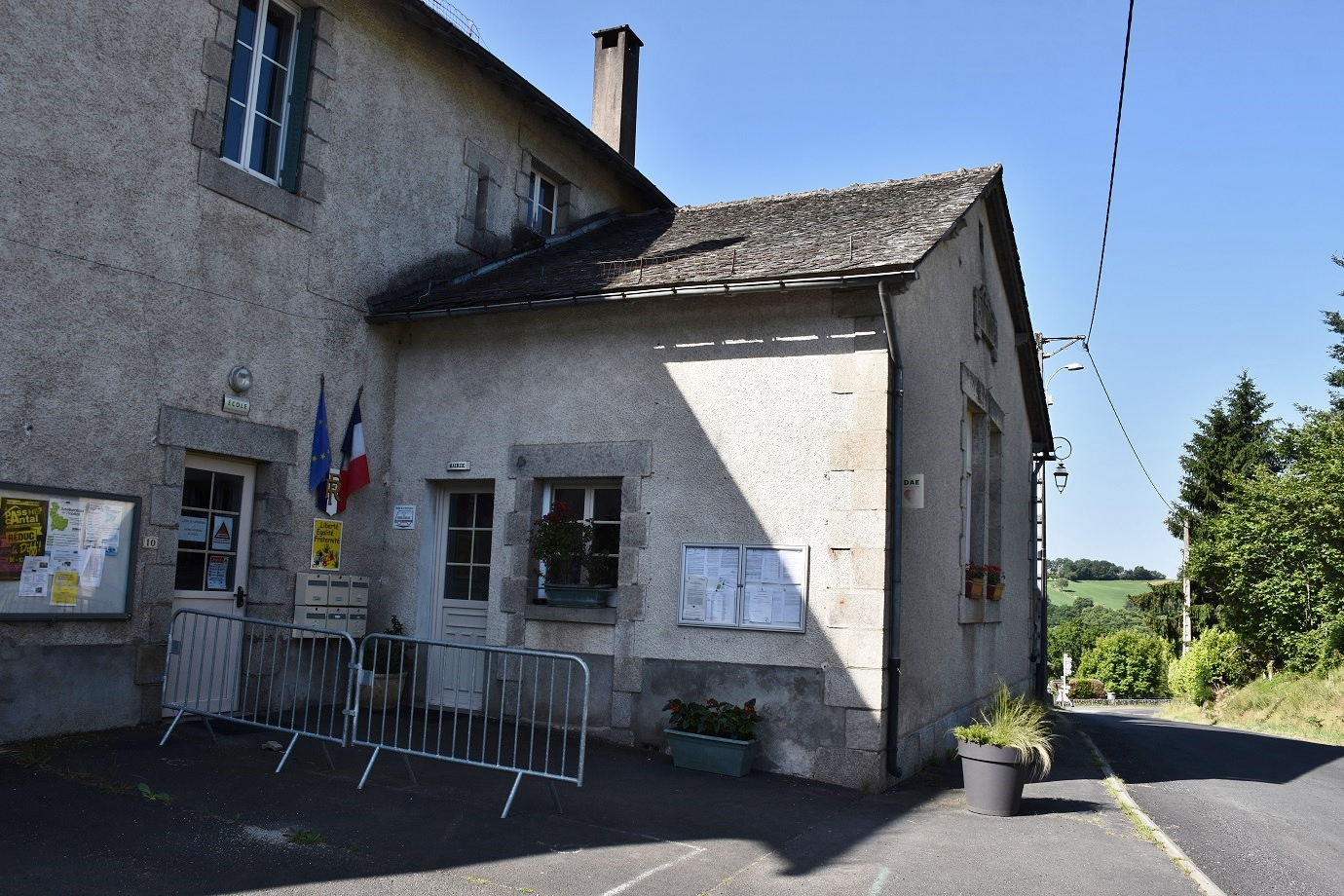
Rathaus- und Schulgebäude
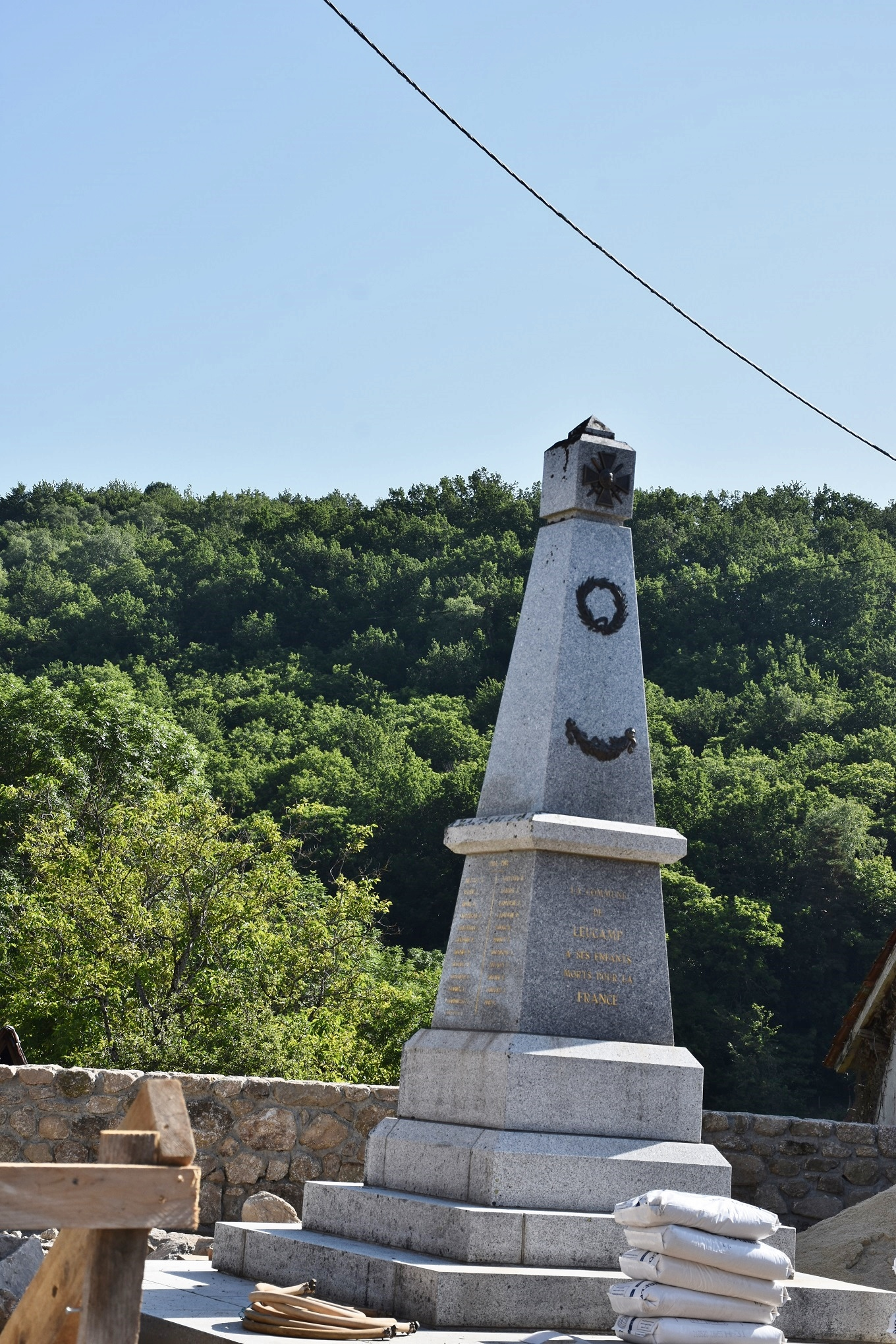
Gefallenendenkmal

- Burgruine von La Garde
- Minenmuseum

- Kirche Saint-Amans
- Rathaus- und Schulgebäude
- Gefallenendenkmal